# Buka
Ostrov Buka leží v severozápadní části Šalomounova souostroví v jihozápadním Pacifiku. Nachází se u severozápadního konce mnohem většího ostrova Bougainville a administrativně náleží do provincie Bougainville státu Papua Nová Guinea. Ostrov měří na délku od severu k jihu asi 50 kilometrů a na šířku od východu k západu asi 20 kilometrů. Ostrov je od Bougainville oddělen asi 200 metrů širokou úžinou Buka (Buka passage) na jihu. Na jejím břehu se nachází město Buka, které po regionálním konfliktu v devadesátých letech 20. století, během kterého bylo zničeno město Arawa, převzalo funkci správního centra provincie Bougainville. Na břehu úžiny se nachází i letiště Buka, které bylo vybudováno Australany před druhou světovou válkou, během ní používáno Japonci a během Bougainvillské krize bylo jediným otevřeným letištěm provincie. Na západním pobřeží ostrova se nachází Queen Carola Harbor – zátoka krytá od západu ostrovem Pororan.

## Historie

### Osídlení
Lidé se poprvé na ostrově usídlili přibližně 28 000 let před naším letopočtem. Druhá významná migrační vlna přišla před asi 4000 lety.
Buka navštěvovaly britské, americké a australské rybářské lodě pro jídlo, vodu a jídlo. Poprvé Eliza roku 1806 a naposledy Palmetto roku 1881.

### Německá kolonie a mandátní území
Roku 1899 se Buka stala součástí německé kolonie Německá Nová Guinea. Po první světové válce se Buka stala mandátním územím typu C spravovaným Austrálií.
Australané vybudovali před válkou na jižní straně ostrova u průlivu letiště. 700 metrů dlouhá a 60 metrů široká dráha byla orientována od severovýchodu k jihozápadu a na jejím jihozápadním konci byla vybudována ještě jedna nouzová dráha o rozměrech 500 na 60 metrů, která byla kolmá k hlavní dráze.
Před válkou byla na Buka umístěna část z 271 commandos australské 1. nezávislé roty (1st Independent Company), kteří byli rozmístění po ostrovech od Nové Guineje až po Nové Hebridy. V případě války a okupace měli jejich příslušníci zůstat a působit za nepřátelskou linii. Konkrétně se jednalo o 3. sekci čety „A“ 1. nezávislé roty, která připlula 4. října 1941 z Kaviengu a která nahradila 9. sekci čety „C“.

### Druhá světová válka

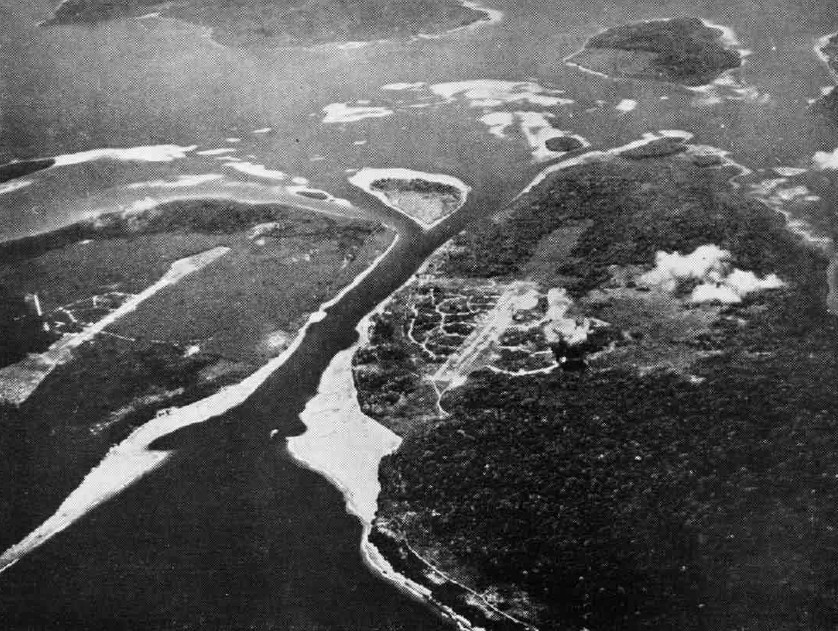
Pohled od východu na úžinu mezi ostrovy Buka (vpravo) a Bougainville (vlevo) 1. listopadu 1943 během náletu letounů z USS Saratoga. Vlevo se nachází Japonci využívané letiště Bonis, které bylo po válce opuštěno, kdežto letiště Buka se používá dodnes. Na západním konci úžiny Buka (nahoře) se nachází ostrov Sohano, kde měli Japonci zřízenou základnu hydroplánů. Mezi letištěm Buka a úžinou se nachází stejnojmenná osada

Během prosince 1941 byla Buka ještě relativně vzdálena válečnému dění. Pouze několik japonských rodin bylo internováno na ostrově Sohano u západního konce průlivu Buka. Také byli evakuováni někteří Evropané.
V pátek 2. ledna 1942 přišel rozkaz připravit letiště k demolici. Ale již příštího dne přišel rozkaz připravit dráhu pro přistání letounu. FLTLT (~ poručík) Brookes přistál se svým Wirrawayem, zkontroloval dráhu a odletěl zpět do Rabaulu. Téhož dne odpoledne přeletělo nad Buka „šest čtyřmotorových létajících člunů“ (pravděpodobně daitei typu 97 [H6K]), což byl pro místní posádku první kontakt s blížícími se Japonci.
Od roku 1942, až do poloviny roku 1944, byl ostrov několikrát bombardován Spojenci, ale nikdy se na Buka fakticky nebojovalo. Japonská posádka na ostrově se vzdala až po japonské kapitulaci.